# Elizabeth B. Andrews
Elizabeth Bullock Andrews (ur. 12 lutego 1911, zm. 2 grudnia 2002) – amerykańska polityk, w latach 1972-1973 członkini Izby Reprezentantów z ramienia Partii Demokratycznej, pierwsza kobieta wybrana do Izby Reprezentantów Stanów Zjednoczonych ze stanu Alabama.
Andrews została wybrana w wyniku wyborów uzupełniających podczas 92. kadencji Izby Reprezentantów, na miejsce zmarłego kongresmena George’a W. Andrewsa, jej męża. Nie kandydowała do Izby Reprezentantów następnej kadencji. Do roku 2010 pozostawała jedyną kobietą wybraną ze stanu Alabama do Kongresu Stanów Zjednoczonych - zarówno izby niższej (Izba Reprezentantów) jak i wyższej (Senatu Stanów Zjednoczonych) - gdy do Izby Reprezentantów wybrano z Alabamy Marthę Roby i Terri Sewell.